# Ingeborg Kringeland Hald
Ingeborg Kringeland Hald (* 1962) ist eine norwegische Schriftstellerin.

## Leben
Hald war zunächst als Managerin und Texterin für die norwegische Band Christina Bjordal Band tätig und schrieb 2010 als Songwriterin für das Musikstück Kontrabassen von Svein Olav Herstad das unter anderem im Maudlin Jazzteater gespielt wurde, den Liedtext.
Das Kinderbuch Vielleicht dürfen wir bleiben (Albin Prek) war ihr Debütwerk als Schriftstellerin und wurde 2010 für den renommierten Literaturpreis Brageprisen in der Kategorie der Kinderliteratur nominiert. 2013 schrieb sie den Roman Gullkalven, der beim Mangschou Verlag veröffentlicht wurde. 2016 veröffentlichte sie das Buch Fru Halds hage. Ingeborg Kringeland Hald lebt in Haugesund und betreibt ein Unternehmen in den Bereichen Marketing, Schreibservice und Werbung.